# Фетерстон, Уинфилд
Уинфилд Скотт Фетерстон (англ. Winfield Scott Featherston; 8 августа 1820 — 25 мая 1891) — американский политик и военный, член палаты представителей от штата Миссисипи и бригадный генерал армии Конфедерации во время гражданской войны. До весны 1863 года он командовал бригадой Северовирджинской армии, после чего был переведен на Запад.

## Ранние годы
Уинфилд Фетерстон родился около Мерфрисборо (Теннесси) и был младшим из семи детей Чарльза Фетерстона и Люси Фетерстон (Питтс), переселенцев из Вирджинии. Его назвали в честь знаменитого генерала Уинфилда Скотта.
В 1836 году, во время Крикской войны он оставил школу и записался в ряды ополчения, чтобы сражаться с индейцами. Позже он переехал в Миссисипи и поселился в Хоустоне, где изучал право. В 1840 году он получил лицензию адвоката и приступил к юридической практике.
Он был избран делегатом на 30-й и 31-й Конгресс от партии Демократов, и прослужил с 4 марта 1847 по 3 марта 1851 года. Он пытался переизбраться на 32-й Конгресс, но проиграл выборы Джону Аллену Уилкоксу. Фетерстон вернулся в Хоустон к юридической практике.
В 1856 году он переехал в Холли-Спрингс (Миссисипи) и начал юридическую практику на новом месте. Через два года он женился на Элизабет Макивен (1834—1878), дочери местного коммерсанта. В их семье было пятеро детей:
- Чарльз Александр (1859—1860)
- Лиззи Джорджия (1861—1878)
- Уинфилд (1864—1878)
- Люциус Маршалл (1870—1871)
- Элоиза (1878—1945)

(Лиззи и Уинфилд умерли во время эпидемии лихорадки 1878 года)

## Гражданская война
После сецессии штата Миссисипи Фетерстону поручили посетить нейтральный Кентукки и попробовать склонить губернатора Берию Магоффина к выходу из Союза. Когда началась война, Фетерстон собрал пехотный полк, который был включён в армию Конфедерации как 17-й миссисипский пехотный полк, а Фетерстон стал его полковником. Он командовал этим полком в Первом сражении при Булл-Ран, где полк числился в бригаде Дэвида Джонса. Впоследствии он проявил себя в сражении при Бэллс-Блафф и 4 марта 1862 года получил звание бригадного генерала. Ему поручили бригаду, которая в апреле-мая 1862 года состояла из четырех полков:
- 27-й Джорджианский пехотный полк: полковник Леви Смит
- 28-й Джорджианский пехотный полк: капитан Джон Уилкокс
- 4-й Северокаролинский пехотный полк: полковник Джордж Андерсон
- 49-й Вирджинский пехотный полк: полковник Уильям Смит

Бригада числилась в составе дивизии Дэниеля Хилла и в апреле была переведена на вирджинский полуостров для участия в кампании на полуострове. Однако в конце мая Фетерстон заболел и не смог принять участия в сражении при Севен-Пайнс, где его заменил Джордж Андерсон.